# Diéthion
Le diéthion est un acaricide et un insecticide.